# Лук'янченко Володимир Валерійович
Володи́мир Вале́рійович Лук'я́нченко (12 липня 1964, м. Красний Луч, Луганська область, Українська РСР — 1 вересня 2014, с. Червоносільське, Амвросіївський район, Донецька область, Україна) — лейтенант медичної служби резерву Збройних сил України, учасник війни на сході України, лікар (2-й батальйон спеціального призначення НГУ «Донбас»).

## З життєпису
Народився 1964 року в місті Красний Луч (Луганська область). 1981 року закінчив місцеву середню школу. У 1982—1985 роках проходив строкову військову службу у лавах Військово-Морського Флоту СРСР (частина берегових ракетно-артилерійських військ, смт Донське Свєтлогорського району Калінінградської області РРФСР).
1991 року закінчив лікувальний факультет; Донецький національний медичний університет імені. Присвоєно звання «лейтенант медичної служби». Мешкав в Донецьку, працював у різних медичних закладах міста; захоплювався риболовлею та футболом. Коли у місті почалися заворушення, не приховував проукраїнської позиції.
Літом 2014 року став до лав резервистів Національної гвардії України. Брав участь в антитерористичній операції на сході України, псевдо «Терапевт».
До 1 вересня 2014 року перебував з рештками батальйону «Донбас» у селі Червоносільське; захоплений у полон. Терористи ходили по хатам і шукали українських солдатів. Загинув за невідомих обставин.
Місце поховання невідоме.
Його мобільний телефон був увімкнений до 6 вересня 2014 року, спроби зв'язатися були марні.
23 вересня 2016 року рішенням Солом'янського районного суду міста Києва визнаний померлим.

## Нагороди і вщанування
Указом Президента України № 23/2017 від 3 лютого 2017 року «за особисту мужність, виявлену у захисті державного суверенітету та територіальної цілісності України, самовіддане виконання військового обов'язку» нагороджений орденом «За мужність» III ступеня (посмертно).
- Його портрет розміщений на меморіалі «Стіна пам'яті полеглих за Україну» у Києві: секція 4, ряд 6, місце 7
- Іловайський Хрест (посмертно)